# Ikarus Aero 2
Die Ikarus Aero 2 (serbisch-kyrillisch Икарус Аеро 2) war ein zweisitziges Anfängerschulflugzeug des jugoslawischen Herstellers Ikarus.

## Geschichte
Auf Grund einer Forderung der „Königlich jugoslawischen Luftstreitkräfte“ vor dem Zweiten Weltkrieg wurde die Aero 2 entwickelt, um die veralteten Fizir FN Doppeldecker-Schulflugzeuge abzulösen. Die Aero 2 wurde von Boris Cijan und Dorde Petkovic entwickelt. Der Prototyp flog bereits 1940, jedoch auf Grund der Kriegsereignisse wurde die Entwicklung unterbrochen und erst nach dem die nunmehrigen jugoslawischen „Luftstreitkräfte und Luftverteidigung“ gebildet wurden, wieder aufgenommen. 248 (nach anderen Angaben 380) Exemplare wurden gebaut und waren von 1948 bis 1959 in Verwendung.

## Konstruktion
Die Aero 2 war ein konventioneller Tiefdecker mit festem Spornradfahrwerk. Lehrer und Schüler saßen hintereinander. Das Flugzeug wurde von einem de-Havilland-Gipsy-Major-Kolbenmotor angetrieben.

## Versionen
- Aero 2B
  - Offenes Cockpit mit einem 108-kW-de-Havilland-Gipsy-Major-Kolbenmotor
- Aero 2BE
  - Geschlossenes Cockpit mit einem 108-kW-de-Havilland-Gipsy-Major-Kolbenmotor
- Aero 2C
  - Offenes Cockpit mit einem 119-kW-Walter-Minor-6-III-Kolbenmotor
- Aero 2D
  - Geschlossenes Cockpit mit einem 119-kW-Walter-Minor-6-III-Kolbenmotor
- Aero 2E
  - Geschlossenes Cockpit mit einem 119-kW-Walter-Minor-6-III-Kolbenmotor
- Aero 2F
  - Offenes Cockpit mit einem 119-kW-Walter-Minor-6-III-Kolbenmotor
- Aero 2H
  - Mit zwei Schwimmern ausgestattete Wasserflugzeugversion mit einem 119-kW-Walter-Minor-6-III-Kolbenmotor

## Nutzung
- Jugoslawien

## Technische Daten
| Kenngröße             | Daten (2B)                                                   |
| --------------------- | ------------------------------------------------------------ |
| Besatzung             | 1–2                                                          |
| Länge                 | 8,45 m                                                       |
| Spannweite            | 10,5 m                                                       |
| Höhe                  | 2,80 m                                                       |
| Flügelfläche          | 17,4 m²                                                      |
| Flügelstreckung       | 6,3                                                          |
| Leermasse             | 564 kg                                                       |
| max. Startmasse       | 996 kg                                                       |
| Höchstgeschwindigkeit | 208 km/h                                                     |
| Dienstgipfelhöhe      | 4500 m                                                       |
| Reichweite            | 680 km                                                       |
| Triebwerke            | 1 × Kolbenmotor de Havilland Gipsy Major mit 108 kW (147 PS) |